# Marie Dollinger
Marie Dollinger, po mężu Hendrix (ur. 28 października 1910 w Langenzenn, zm. 10 sierpnia 1994 w Norymberdze) – niemiecka lekkoatletka, sprinterka i biegaczka średniodystansowa, trzykrotna olimpijka, była rekordzistka świata.
Zajęła 7. miejsce w biegu na 800 metrów na igrzyskach olimpijskich w 1928 w Amsterdamie. Zdobyła srebrny medal w tej konkurencji na Światowych Igrzyskach Kobiet w 1930 w Pradze, przegrywając jedynie z Brytyjką Gladys Lunn.
Później skoncentrowała się na biegach na krótkich dystansach. Zajęła 4. miejsce w biegu na 100 metrów i 6. miejsce w sztafecie 4 × 100 metrów na igrzyskach olimpijskich w 1932 w Los Angeles. Na Światowych Igrzyskach Kobiet w 1934 w Londynie zwyciężyła w sztafecie 4 × 100 metrów.
Ponownie zajęła 4. miejsce w biegu na 100 metrów na igrzyskach olimpijskich w 1936 w Berlinie, natomiast w sztafecie 4 × 100 metrów (która biegła w składzie: Emmy Albus, Käthe Krauß, Dollinger i Ilse Dörffeldt) ustanowiła w eliminacjach rekord świata czasem 46,4 s. Sztafeta niemiecka prowadząc w finale zgubiła pałeczkę na ostatniej zmianie i nie ukończyła biegu.
Dollinger ustanowiła dwa rekordy świata w sztafecie 4 × 100 metrów: 46,5 s (21 czerwca 1936 w Kolonii, Albus, Krauß, Dollinger i Grete Winkels) i 46,4 s (8 sierpnia 1936 w Berlinie, Albus, Krauß, Dollinger i Dörffeldt) oraz rekord w sztafecie 3 × 800 metrów czasem 7:48,0 (20 września 1931 w Norymberdze). Osiągnęła również wyniki lepsze od ówczesnych rekordów świata w biegu na 200 metrów (25,2 s uzyskany 28 czerwca 1932 w Ansbach) i w biegu na 800 metrów (2:16,8 uzyskany 2 sierpnia 1931 w Magdeburgu), ale nie zostały one oficjalnie zatwierdzone jako rekordy świata.
Była mistrzynią Niemiec w biegu na 100 metrów w 1932 oraz wicemistrzynią na tym dystansie w latach 1933–1936. W biegu na 200 metrów była mistrzynią w 1931 i 1933 oraz wicemistrzynią w 1932 i 1934, a w biegu na 800 metrów mistrzynią w latach 1929–1931 i wicemistrzynią w 1928.
Rekordy życiowe Dollinger:
- bieg na 100 metrów – 11,8 s (4 sierpnia 1935 w Berlinie)
- bieg na 200 metrów – 24,9 s (28 lipca 1934 w Norymberdze)
- bieg na 800 metrów – 2:16,8 (2 sierpnia 1931 w Magdeburgu)
- skok w dal – 5,48 m (21 czerwca 1932 w Norymberdze)

Wyszła za mąż na Friedricha Hendrixa, sprintera, medalistę olimpijskiego z 1932, który zginął na froncie wschodnim w 1941. Ich córka Brunhilde Hendrix była również sprinterką, wicemistrzynią igrzysk olimpijskich w 1960 w Rzymie w sztafecie 4 × 100 metrów.

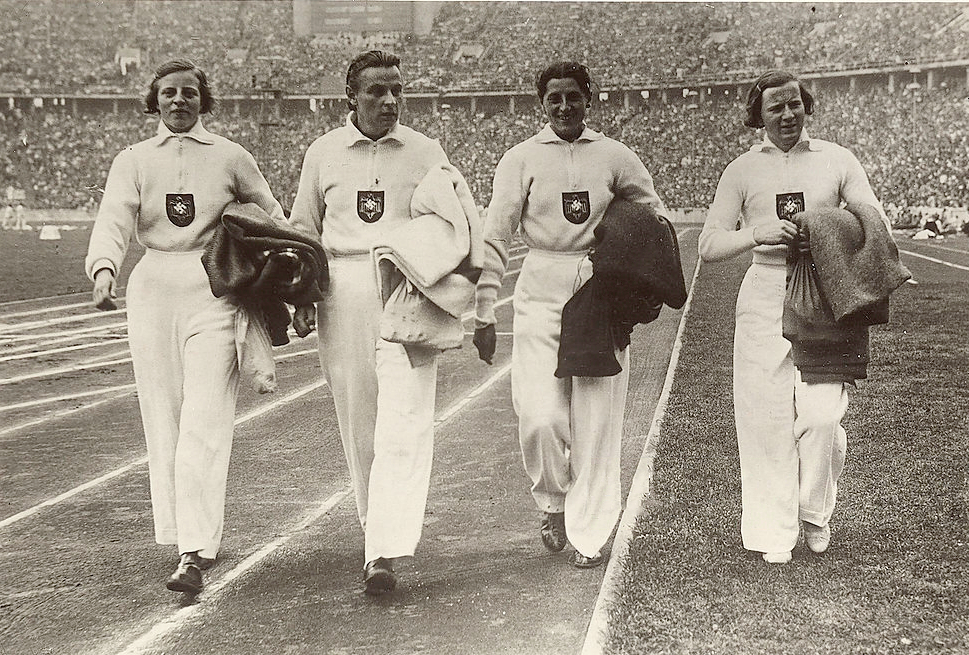
Niemiecka sztafeta na igrzyskach olimpijskich w 1936. Od lewej: Albus, Krauß, Dollinger, Dörffeldt